# National Highway (Indien)

Karte der National Highways in Indien

Bevölkerungsdichte und National Highways in Indien

Das National Highway Netz Indiens ist ein System von Fernstraßen mit einer Länge von über 70.000 km, das von der indischen Regierung unterhalten wird.
Die National Highways Authority of India (NHAI) ist die von der Regierung mit dem Bau, der Unterhaltung und dem Ausbau des Netzwerkes beauftragte Agentur. Die NHAI ist für die Umsetzung des National Highways Development Project (NHDP) verantwortlich, das den Ausbau der Straßen und des Systems beschreibt. Die Finanzierung der National Highways erfolgt zu einem Teil aus Steuern und zum Teil aus Public Private Partnership Modellen. 
National Highways sind 2 % der Straßen in Indien, aber sie tragen 40 % des gesamten Straßenverkehrs. Ein großer Teil der National Highways besteht aus zweispurigen Straßen. Das National Highway Development Project sorgt für den Ausbau auf vier und teilweise auch sechs Spuren. Es gibt Planungen für den Bau von über 30.000 km neuer National Highways.

## Geschichte
Der historisch bedeutendste Highway in Indien war die Grand Trunk Road. Seit dem 19. Jahrhundert haben die Briten das Fernstraßennetz Indiens ausgebaut.

## Das heutige Fernstraßensystem
Indien hat 70.934 km an National Highways, die alle größeren Städte und Hauptstädte der Bundesstaaten verbinden. 2010 waren noch rund 19.000 km davon einspurige Straßen, aber die Regierung hat sich das hochgesteckte Ziel gesetzt, bis 2014 alle Straßen auf mindestens zwei Spuren auszubauen.
Die Verbindung des Manali-Leh-Highway, der Leh in Ladakh mit Manali und Shimla in Himachal Pradesh verbindet, führt außer über den Rohtang-Pass auch über den Taglang-Pass und gilt damit als die höchstgelegene Fernstraße der Welt.
Am Rand der National Highways finden sich kleine Restaurants und Imbissstände, die einfache Speisen und Getränke anbieten und als Raststätte dienen.
Das Ministry of Road Transport and Highways hat im April 2010 ein neues Nummernsystem für die National Highways beschlossen. Das neue System wird den Verlauf des National Highway anzeigen. Ungerade Zahlen sind für die National Highways, die von Ost nach West verlaufen und gerade Zahlen für jene, die von Nord nach Süd verlaufen. Die Zahl wird dabei auch von Nord nach Süd bzw. von Ost nach West größer. Die Umsetzung dieses neuen Schemas verläuft jedoch schleppend. (Stand November 2010)

## Zukünftige Entwicklung
Unter Premierminister Atal Behari Vajpayee wurde das National Highway Development Project beschlossen. Das Projekt sieht einen Ausbau der National Highways vor und gibt dabei besonders dem Ausbau des Golden Quadrilateral und dem Nord-Süd-und-Ost-West-Korridor Vorrang.
Es werden zudem Umgehungsstraßen um Städte gebaut, um den Verkehrsfluss auf den National Highways möglichst reibungslos zu gestalten, sowie weitere Straßen in das Netz der National Highways aufgenommen.
Der National Highway Act von 1956 wurde dabei so verändert, dass neben der Finanzierung durch Steuern auch Privat Public Partnership Modelle möglich sind.

## Weitere Fernstraßen
- National Expressway ist eine besondere Klasse von National Highways, deren Nutzung ähnlich denen einer Autobahn reglementiert  ist. Für die Nutzung eines National Expressway kann auch eine Gebühr erhoben werden.
- State Highways stehen in der Ordnung unterhalb der National Highways und werden von den jeweiligen indischen Bundesstaaten unterhalten. State Highways verbinden meist größere Städte innerhalb der Bundesstaaten.

## Galerie

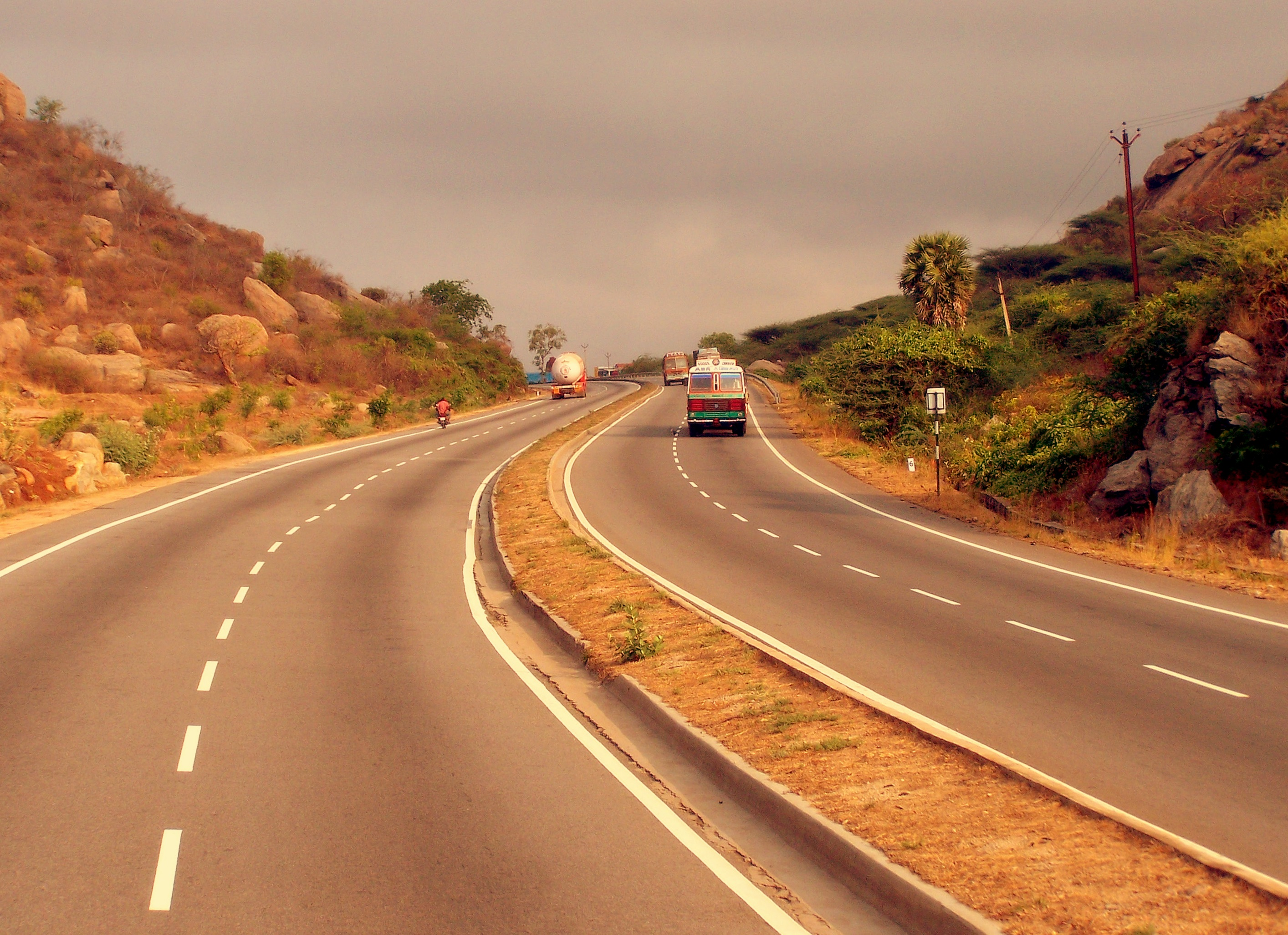
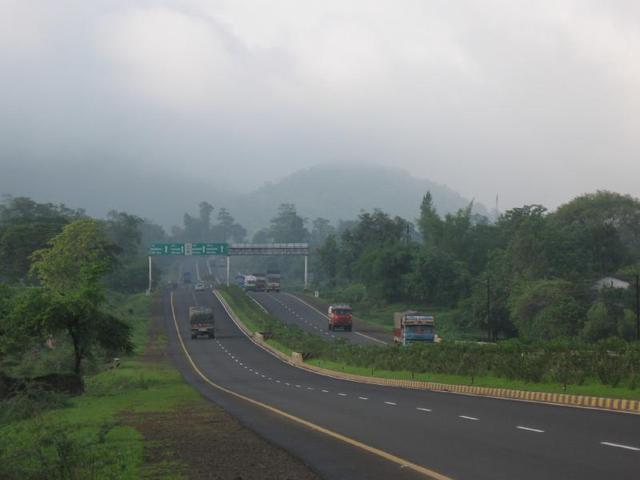
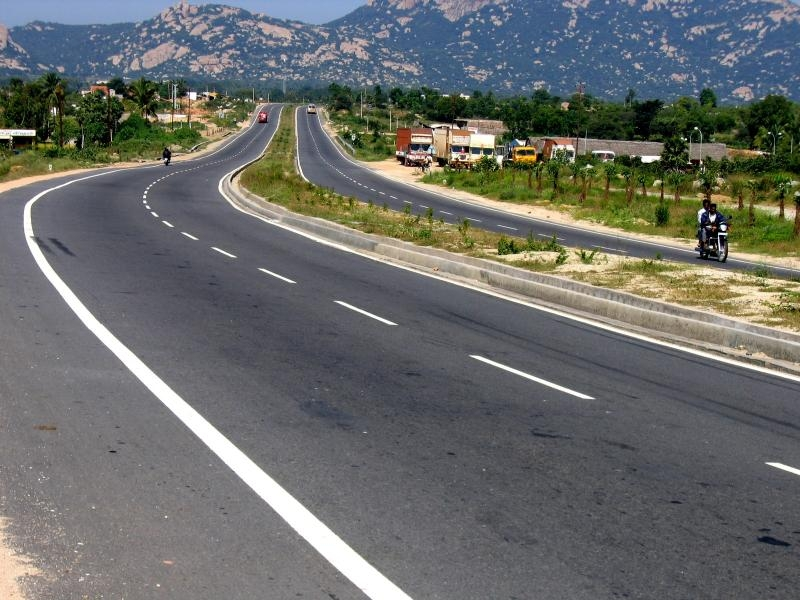
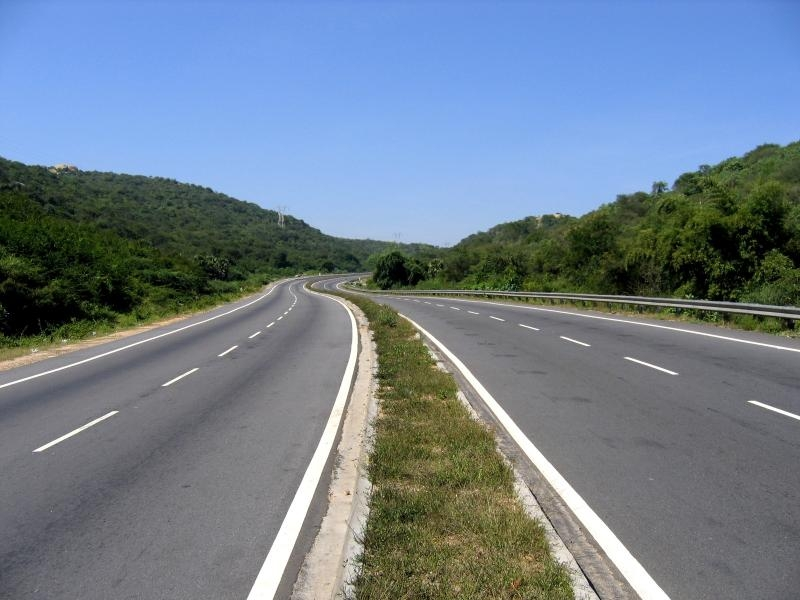